# Hermann Keller
Hermann Keller (ur. 20 listopada 1885 w Stuttgarcie, zm. 17 sierpnia 1967 we Fryburgu Bryzgowijskim) – niemiecki organista, muzykolog i pedagog.

## Życiorys
Początkowo studiował architekturę, później uczył się w Lipsku u Maxa Regera (kompozycja), Karla Straubego (organy) i Roberta Teichmüllera (fortepian). W 1924 roku obronił doktorat na Uniwersytecie w Tybindze na podstawie pracy Die musikalische Artikulation insbesondere bei ]oh. Seb. Bach. W latach 1910–1916 był organistą i nauczycielem muzyki w Weimarze. W 1916 roku został organistą w Stuttgarcie, gdzie od 1919 roku uczył także w Hochschule für Musik. Od 1928 roku był kierownikiem wydziału muzyki kościelnej i szkolnej tej uczelni, a w latach 1946–1952 jej dyrektorem. Publikował prace dydaktyczne poświęcone m.in. problematyce gry na organach, a także opracowania i wydania utworów organowych.
Zginął w wypadku samochodowym.

## Wybrane prace
(na podstawie materiałów źródłowych)
- Reger und die Orgel (Monachium 1923)
- Schule des Klassichen Triospiels (Kassel 1928, 4. wyd. 1955)
- Schule des Generalbass-Spiels (Kassel 1931, 4. wyd. 1956)
- Schule der Choralimprovisation (Lipsk 1939)
- Die Kunst des Orgelspiels (Lipsk 1941)
- Die Orgelwerke Bachs (Lipsk 1948)
- Die Klavierwerke Bachs (Lipsk 1950)
- Phrasierung und Artikulation (Kassel 1955)
- Domenico Scarlatti: Ein Meister des Klaviers (Lipsk 1957)
- Das Wohltemperierte Klavier von Johann Sebastian Bach (Kassel 1965)